# 茂县
茂县（羌语：Shgvunyi、ʂqini，藏语：མའོ་རྫོང་།）位于中国四川省阿坝藏族羌族自治州境内，因茂湿山得名。

## 地理概况
茂县地图坐标，北纬 31°24′～32°17′、东经 102°56′～104°10′之间，东西宽104千米，南北长96千米。县域面积4,064平方千米，经济比较落后，GDP总量31.7亿元（2014年）；人口稀少（11.1万人2012年底），为中国羌族人口最集中的县份，羌族占全县总人口92%，占全国羌族总人口的30%。茂县周边相邻县级政区，北邻松潘县，东接北川羌族自治县，南界安县、绵竹、什邡和彭县，西南和汶川与理县为邻，西北与黑水县相连。九顶山、松坪沟、叠溪海子、营盘山、黑虎羌寨为主要旅游景点，主要羌族民俗节日有瓦尔偓足节、颔歌节、羌历年和牛王会；境内有大熊猫、小熊猫和金丝猴等稀有动物。县治凤仪镇。
茂县地处岷江上游，青藏高原向川西平原过渡地带，以高山峡谷为主，境内有岷山、龙门山、邛崃山诸山脉。岷江自北向南纵贯全境，另外有其支流黑水河、赤不苏河和松坪河以及属于涪江水系的土门河。

## 历史
1958年，中华人民共和国将汶川县、理县、茂县三县合并，建立茂汶羌族自治县。1963年恢复原三县建制，茂县仍称茂汶羌族自治县。1987年7月，茂汶羌族自治县撤销，仍置茂县。

## 重大事件
- 疊溪大地震：又称茂縣大地震，1933年8月25日茂县发生地震強度7.5Ms的地震，造成直接死难者6865人，受伤1925人，房屋倒塌5108间，受灾民众6352人，损失牲畜8878头[3]。
- 汶川大地震：2008年汶川大地震中，茂縣農民群眾房屋倒塌70%至80%，80%無法居住，100%受損[4]，并造成严重交通中斷、重大经济损失和众多人员伤亡[5]。
- 2017年茂县山体垮塌事件：2017年6月24日茂县叠溪镇新磨村突发山体高位垮塌，垮塌方量約800万立方米，造成河道堵塞2公里，62户120余人被掩埋，6人遇难，112人失联[6]。

## 行政区划
茂县下辖11个镇：
凤仪镇、南新镇、叠溪镇、富顺镇、土门镇、洼底镇、沙坝镇、渭门镇、黑虎镇、沟口镇和赤不苏镇。

## 人口
截至2022年末全县有35510户，总人口109020人（男55491、女53529），其中城镇人口38147人、乡村人口70873人。总人口中羌族101136人，占总人口的92.7%；汉族4211人，占总人口的3.9%；藏族1368人，占总人口的1.3%；回族2185人，占总人口的2%；其他民族120人，占总人口的0.1%。常住人口城镇化率50.93%。

## 交通
- 213国道、 347国道过境。
- 川青鐵路过境，並設有茂縣站。

## 特产
茂县花椒：中国地理标志产品。